# فنتون (میزوری)
فنتون (به انگلیسی: Fenton) یک شهر در ایالات متحده آمریکا است که در شهرستان سنت لوئیس، میزوری واقع شده‌است. فنتون ۱۶٫۵۲ کیلومتر مربع مساحت و ۴٬۰۲۲ نفر جمعیت دارد و ۱۳۲ متر بالاتر از سطح دریا واقع شده‌است. 